# Hedvig Wigert
Hedvig Christina Wigert, född Falk i februari 1748, död 4 januari 1780 i Stockholm, var en svensk operasångerska, en av den gustavianska operans primadonnor. Hon gifte sig med kassören Gustaf Wigert 1776.
Wigert tillhörde den allra första grupp solister som anställdes då Kungliga Operan öppnades 1773. Liksom Elisabeth Olin var hon då redan en professionell sångare och nämns som ”en för musikalisk talang redan tidigare känt fruntimmer”. Gustav III ville ha henne för rollen som Doris, och ”mamsell Falk” ville gärna bli aktris, men ”två gamla puderhäxor” i familjen ville hindra henne, och hon fick ett löfte att kunna dra sig tillbaka från scenen när familjen Falk ville det, om hon bara medverkade i Operans öppningspjäs.
Hon medverkade i den berömda operan Thetis och Pelée vid Operans invigning 18 januari 1773 i rollen som gudinnan Doris. Hon gjorde sedan ”många andra maktpåliggande roller”, bland andra Mérope i Mérope av Voltaire översatta av Adolf Fredrik Ristell och Flintberg under 1777–78 års spelår, där hon ”skördade lifligt bifall” samt Coridon i Acis och Galathea och Eurydike i Orpheus och Eurydike. Hon beröms för sitt ”nobla” sätt att uppträda.

## Roller
| År   | Roll          | Produktion                   | Regi | Teater          |
| ---- | ------------- | ---------------------------- | ---- | --------------- |
| 1773 | Doris         | Thetis och Pelée             |      | Stora Bollhuset |
| 1773 | Coridon       | Acis and Galatea             |      | Stora Bollhuset |
| 1774 | Diana         | Silvie                       |      | Stora Bollhuset |
| 1775 | Aglaure       | Neptunus och Amfitrite       |      | Stora Bollhuset |
| 1776 | En golkondska | Aline, drottning av Golkonda |      | Stora Bollhuset |
| 1777 | Alexis Faster | Alexis eller Deserteuren     |      | Stora Bollhuset |